# NGC 4373B
NGC 4373B (другие обозначения — ESO 322-10, MCG −6-27-27A, DCL 45, PGC 40735) — спиральная галактика с перемычкой (SBd) в созвездии Центавр.
Этот объект не входит в число перечисленных в оригинальной редакции «Нового общего каталога» и был добавлен позднее.